# Seznam hor a kopců v Turecku

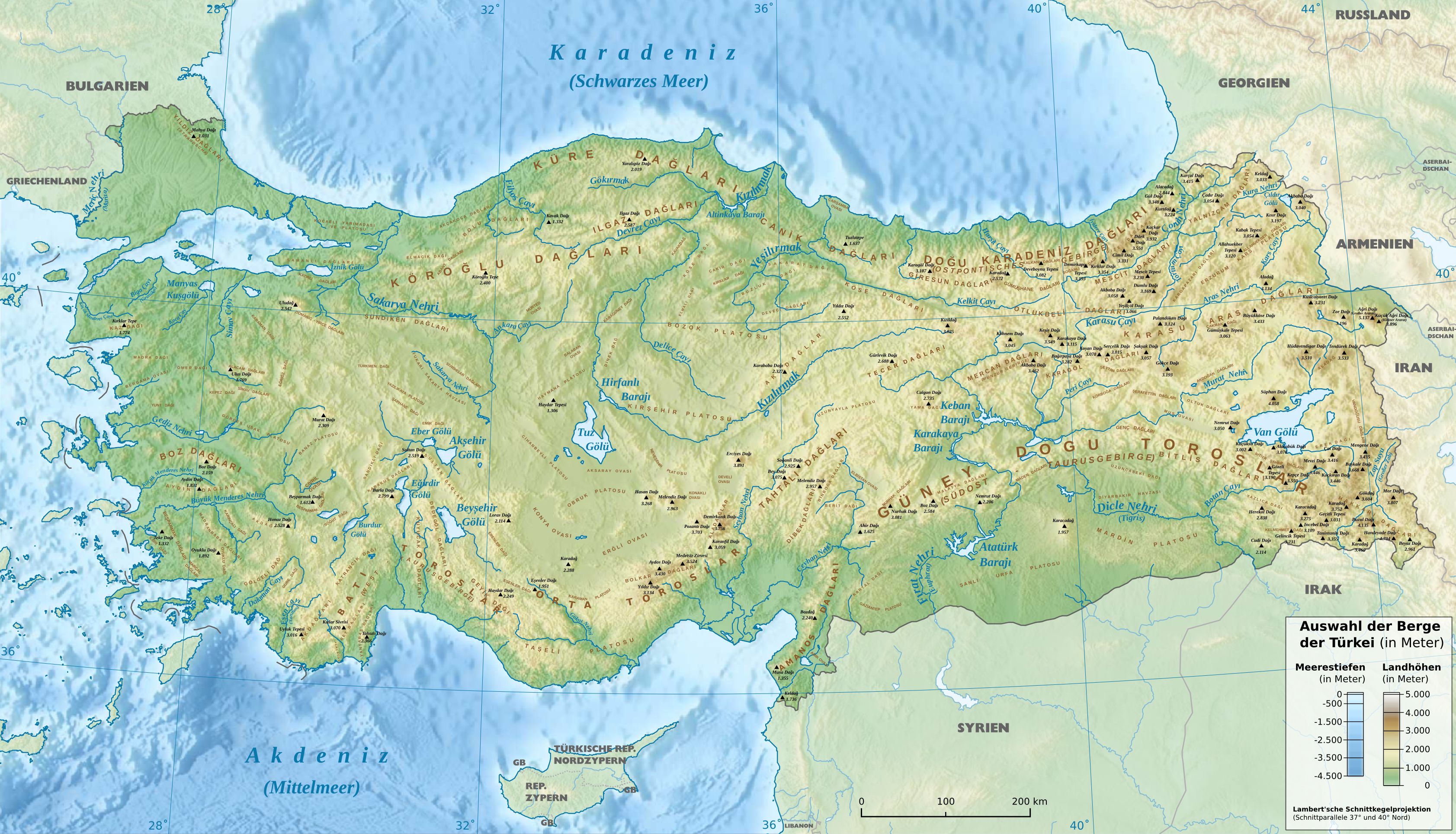
Poloha hor a pohoří v Turecku

Nejvyšší kopce a vrcholy v Turecku.

## Turecké kopce a vrcholy v Asii
| Vrchol                                                                 | Nadmořská výška | Souřadnice                       | Pohoří, poznámka                | Provincie     |
| ---------------------------------------------------------------------- | --------------- | -------------------------------- | ------------------------------- | ------------- |
| Ararat (turecky Ağrı Dağı, arménsky Արարատ)                            | 5137 m          | 39°42′07″ s. š., 44°17′50″ v. d. | Arménská vysočina               | Ağrı, Iğdır   |
| Uludoruk, též Reşko Dağı                                               | 4135 m          | 37°29′05″ s. š., 44°03′50″ v. d. | Hakkari Dağları, též Cilo-Sat   | Hakkâri       |
| Cilo Dağı (kurdsky Çiyayê Cîlo)                                        | 4116 m          | 37°29′53″ s. š., 43°57′33″ v. d. | Hakkari Dağları, též Cilo-Sat   | Hakkâri       |
| Süphan (turecky Süphan Dağı, kurdsky Çiyayê Sîpan, arménsky Սիփան Սար) | 4058 m          | 38°55′54″ s. š., 42°50′03″ v. d. | Arménská vysočina               | Ağrı          |
| Kačkar (turecky Kaçkar Dağı)                                           | 3932 m          | 40°50′12″ s. š., 41°09′48″ v. d. | Kaçkar Dağları, Pontské hory    | Artvin        |
| Malý Ararat (turecky Küçük Ağrı Dağı, arménsky Փոքր Արարատ, též Սիս)   | 3896 m          | 39°38′59″ s. š., 44°24′43″ v. d. | Arménská vysočina               | Ağrı          |
| Erciyes (turecky Erciyes Dağı)                                         | 3891 m          | 38°35′06″ s. š., 35°27′03″ v. d. | Aladağlar                       | Kayseri       |
| Mor Dağı                                                               | 3807 m          | 37°45′06″ s. š., 44°19′00″ v. d. | Hakkari Dağları                 | Hakkâri       |
| Dolampar Dağı, též Samdi Dağ, Handeyade Dağı                           | 3794 m          | 37°18′37″ s. š., 44°15′03″ v. d. | Hakkari Dağları, též Cilo-Sat   | Hakkâri       |
| Kızılkaya Dağı                                                         | 3767 m          | 37°47′49″ s. š., 35°09′20″ v. d. | Aladağlar                       | Niğde         |
| Demirkazık (turecky Demirkazık Dağı)                                   | 3756 m          | 37°48′24″ s. š., 35°08′53″ v. d. | Aladağlar                       | Niğde         |
| Karadağ, též Kara Dağ                                                  | 3752 m          | 37°41′57″ s. š., 43°40′47″ v. d. | Hakkari Dağları                 | Hakkâri       |
| Emler (turecky Emler Zirvesi)                                          | 3723 m          | 37°48′23″ s. š., 35°09′33″ v. d. | Aladağlar                       | Niğde         |
| Verçenik Tepesi                                                        | 3711 m          | 40°43′05″ s. š., 40°55′41″ v. d. | Dilek Dağı, Pontské hory        | Rize, Erzurum |
| Başet Tepesi, též Başet Dağı                                           | 3684 m          | 38°12′17″ s. š., 43°38′40″ v. d. | Koçkıran Dağı                   | Van           |
| Kepçe Dağı, též Kavuşşahap Dağı, Kuvaşşehap Dağı                       | 3634 m          | 38°03′37″ s. š., 42°57′13″ v. d. | İhtiyarşahap Dağları            | Van           |
| Gökdağ (též Kelechor, Kalehhūr Dāgh)                                   | 3604 m          | 37°47′09″ s. š., 43°50′33″ v. d. | Hakkari Dağları                 | Hakkâri       |
| Dilek Tepesi                                                           | 3550 m          | 40°43′45″ s. š., 40°56′19″ v. d. | Dilek Dağı, Pontské hory        | Rize, Erzurum |
| Esence Tepesi, též Keşiş Tepesi                                        | 3549 m          | 39°47′29″ s. š., 39°46′13″ v. d. | Otlukbeli Dağları, Pontské hory | Erzincan      |
| Arnos Dağı                                                             | 3550 m          | 38°00′57″ s. š., 42°53′18″ v. d. | İhtiyarşahap Dağları            | Van           |
| Tendürek, (turecky Tendürek Dağı, arménsky Tondrak)                    | 3533 m          | 39°21′16″ s. š., 43°51′58″ v. d. | Aladağlar                       | Ağrı          |
| Artos Dağı, též Çadır Dağı                                             | 3525 m          | 38°14′47″ s. š., 43°06′23″ v. d. | İhtiyarşahap Dağları            | Van           |
| Medetsiz, (turecky Medetsiz Tepe)                                      | 3524 m          | 37°20′45″ s. š., 34°21′37″ v. d. | Bolkar Dağları, Taurus          | Niğde         |
| Hüdavendigâr Dağı                                                      | 3510 m          | 39°20′25″ s. š., 43°26′52″ v. d. | Aladağlar                       | Ağrı/Van      |
| Akbaba Tepesi (Mercan Dağı)                                            | 3462 m          | 39°32′12″ s. š., 39°32′26″ v. d. | Munzur Dağları (Mercan Dağları) | Erzincan      |
| Hasan Dağı                                                             | 3268 m          | 38°07′35″ s. š., 34°09′55″ v. d. | Taurus                          | Aksaray       |
| ..                                                                     | ..              | ..                               | ..                              | ..            |
| Nemrut (Nemrut Dağı)                                                   | 3050 m          | 38°37′10″ s. š., 42°14′28″ v. d. | Arménská vysočina               | Bitlis        |

## Turecké kopce a vrcholy v Evropě
| Vrchol     | Nadmořská výška | Souřadnice                       | Pohoří, poznámka                  | Provincie  |
| ---------- | --------------- | -------------------------------- | --------------------------------- | ---------- |
| Mahya Dağı | 1031 m          | 41°46′59″ s. š., 27°37′06″ v. d. | Strandža (turecky Yıldız Dağları) | Kırklareli |

## Pohoří v Turecku
Pohoří Turecka:

A – Pontské pohoří: 1 Bolu Dağları, 2 Ilgaz Dağları, 3 Küre Dağları, 4 Canik Dağları, 5 Giresun Dağları, 6 Rize Dağları. Malý Kavkaz: 7 Karçal Dağları, 8 Šavšetský hřbet.

B – Taurus: 9 Akdağlar, 10 Bey Dağları, 11 Yanartaş Dağları, 12 Katrancik Dağları, 13 Kuyucak Dağları, 14 Dedegöl Dağları, 15 Geyık Dağları, 16 Yarımadası, 17 Erenler Dağı, 18 Eşenler Dağı, 19 Oyuklu Dağı, 20 Karaman Platosu, 21 Bolkar Dağları, 22 Ala Dağlar, 23 Dibek Dağları, 24 Binboğa Dağları, 25 Berıt Dağı, 26 Nurhak Dağı, 27 Malatya Dağları, 28 Maden Dağları, 29 Akdağ, 30 Genç Dağları, 31 Bitlis Dağları, 32 İhtiyarşahap Dağları, 33 Yazlıca Dağı, 34 Hakkari Dağları, 35 Koçkıran Dağı

C – Arménská vysočina: 36 Yalnizçam Dağları, 37 Allahuekber Dağları, 38 Mescit Dağları, 39 Otlukbeli Dağları, 40 Esence Dağları, 41 Kargapazarı Dağları, 42 Karasu Aras Dağları, 43 Karagöl Dağları, 44 Körboğa Dağları, 45 Serafettin Dağları, 46 Oltuk Dağları, 47 Akdoğan Dağları, 48 Aladağ, 49 Pirreşit Dağları, 50 Erek Dağı

D – Anatolská plošina a hory západního Turecka: 51 Samanlı Dağları, 52 Katırlı Dağları, 53 Uludağ, 54 Köroğlu Dağları, 55 Sündiken Dağları, 56 Abdüsselam Dağları, 57 Elmadağ, 58 Kervansaray Dağı, 59 Armutçük Dağı, 60 Kaz Dağı, 61 Eğriöz Dağı ,62 Boz Dağları, 63 Aydın Dağları, 64 Beşparmak Dağları, 65 Madranbaba Dağları, 66 Gölgeli Dağ, 67 Sandıklı Dağı ,68 Karakuş Dağı, 69 Sultan Dağları, 70 Buzluk Dağı, 71 Devecı Dağları, 72 Ak Dağlar, 73 Sakabat Dağları, 74 Köse Dağları, 75 Camlıbel Dağları

Pohoří na pomezí Arménské vysočiny, Anatolské plošiny a Tauru: 76 Munzur, 77 Tecer Dağları, 78 Yama Dağı, 79 Tahtalı Dağları. Levantská horstva: 80 Nur Dağları, 81 Kartal Dağı. Balkán: 82 Gelibolu Yarımadası,83 Yıldız Dağları

Sopečné vrcholy: 1 Hasan Dağı, 2 Keçıboydaran, 3 Melendiz Dağı, 4 Erdas Dağı, 5 Hodul Dağı, 6 Erciyes Dağı, 7 Karadağ, 8 Karacadağ, 9 Gökdelen Dağı, 10 Nemrut Dağı, 11 Süphan Dağı, 12 Esrük Dağı, 13 Tendürek Dağı, 14 Ararat, 15 Yağlıca Dağı, 16 Dumanlı Dağı – Tarhandağı, 17 Kısırdağı, 18 Akbaba Dağı, 19 Kel Dağı / Zıyaret, 20 Ilgar Dağı / Uglar, 21 Alem Dağı